# Abdij van Salem

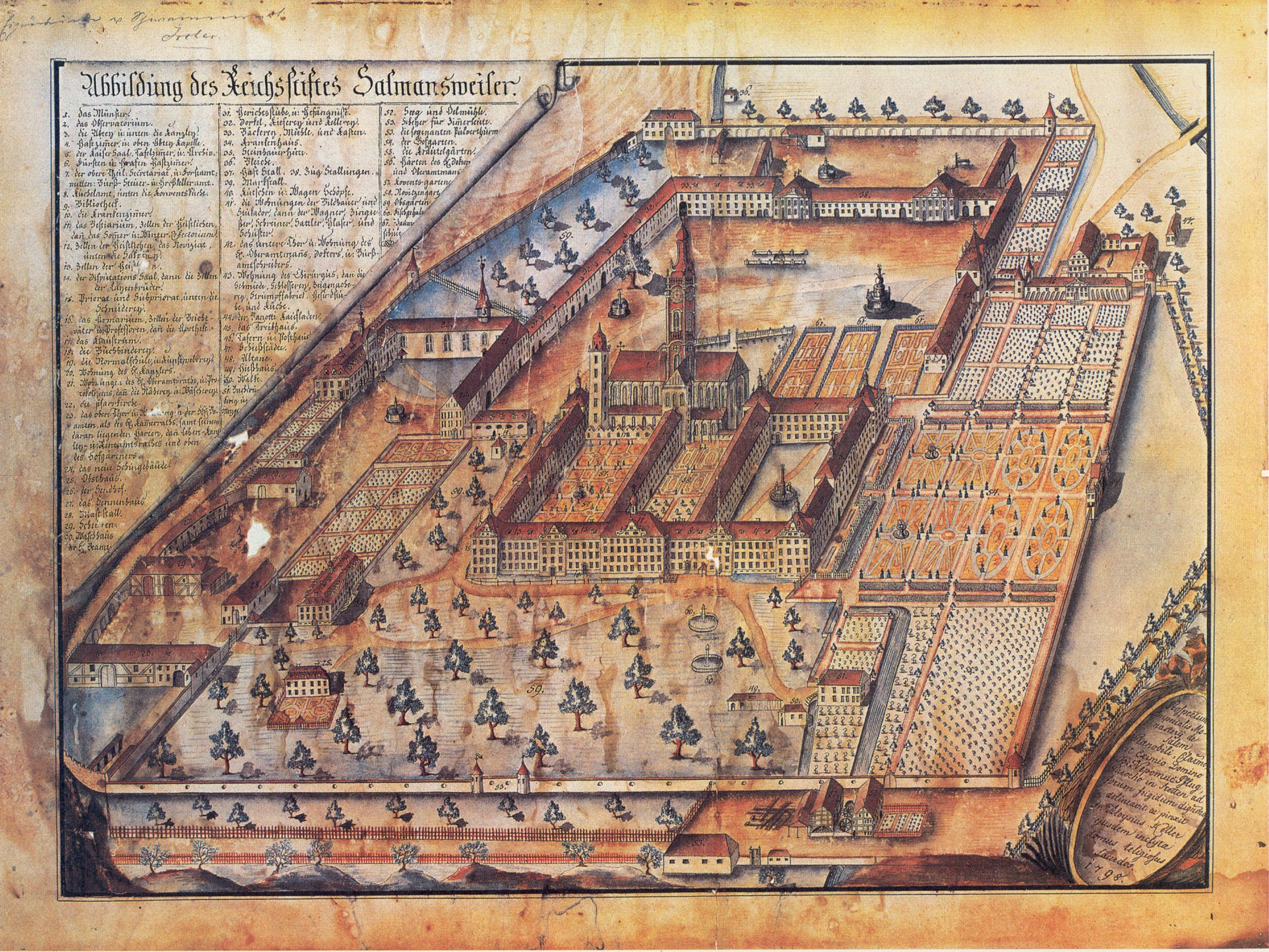
Salem in 1798

De Abdij van Salem ook bekend onder de namen Salmannsweiler en Saalmannsweiler was een tot de Zwabische Kreits behorende cisterciënzer abdij binnen het Heilige Roomse Rijk.

## Beschrijving
De Abdij van Salem (Baden) ziet er op het eerste gezicht niet uit als een abdij, eerder als een luxueus paleis, omgeven door tuinen en parken, een klein Versailles.
Na de stichting in 1136, breidde de abdij al vlug uit met uitgestrekte gebouwen en een prachtige kerk, alle gebouwd tussen 1182 en 1311. Salem werd de mooiste en rijkste abdij van Duitsland, als rijksabdij rechtstreeks gepatroneerd door de keizer en door de paus. Omstreeks 1300 telde de abdij 285 monniken.
In 1697 brandde de abdij, de kerk uitgezonderd, helemaal af. Onmiddellijk begon de wederopbouw tot een indrukwekkend barok complex. Het stucwerk van Salem in de kloostergang, de refter, de keizerszaal, de bibliotheek en de privévertrekken van de abt behoort tot het beste in Duitsland.
De gotische kerk toont nog de soberheid van de cisterciënzer architectuur ondanks de barokke toevoegingen, niet in het minst de
27 albasten altaren en de 94 koorbanken.
In 1802 werd de abdij opgeheven en werd als kasteel bezit van de markgraaf van Baden. De kerk werd parochiekerk. Vanaf 1920 is er in een van de gebouwen een school met internaat, volgens het bijzonder pedagogisch concept van pedagoog Kurt Hahn.

## Geschiedenis
Guntram van Adelsreute schonk de Cisterciënzerorde het dorp Salmannsweiler. De abt van het klooster Lützel in de Elzas stichtte hier in 1134 een klooster aan het Bodenmeer. De stichter droeg het klooster in 1142 over aan koning Koenraad III. Sindsdien werd de voogdij uitgeoefend door de Hohenstaufen. Koning Rudolf II belastte de landvoogd van Boven-Zwaben met de bescherming van het klooster. 
In 1354 verhief keizer Karel IV het klooster tot een vrij sticht om het af te schermen van de aanspraken van de graven van Werdenberg-Heiligenberg.
Keizer Frederik III stelde vast dat het klooster door zijn regalia en jurisdictie gelijkwaardig is aan een rijksstand.
Pas door een verdrag met de graven van Heiligenberg in 1637 werd de volledige landshoogheid verworven.
In 1497 kocht de abdij de bezittingen van de heren van Sulmetingen in Schermerberg. Schemmerberg werd het middelpunt van een kloosterambt.
Paragraaf 5 van de Reichsdeputationshauptschluss van 25 februari 1803 kende de abdij met uitzondering van het ambt Ostrach toe aan het keurvorstendom Baden. Paragraaf 13 kende aan de vorst van Thurn und Taxis toe het ambt Ostrach met de heerlijkheid Schemmerberg en de dorpen Tiefental, Frankenhofen en Stetten.
Artikel 24 van de Rijnbondakte van 12 juli 1806 stelde het ambt Ostrach onder de soevereiniteit van de vorst van Hohenzollern-Sigmaringen: de mediatisering.

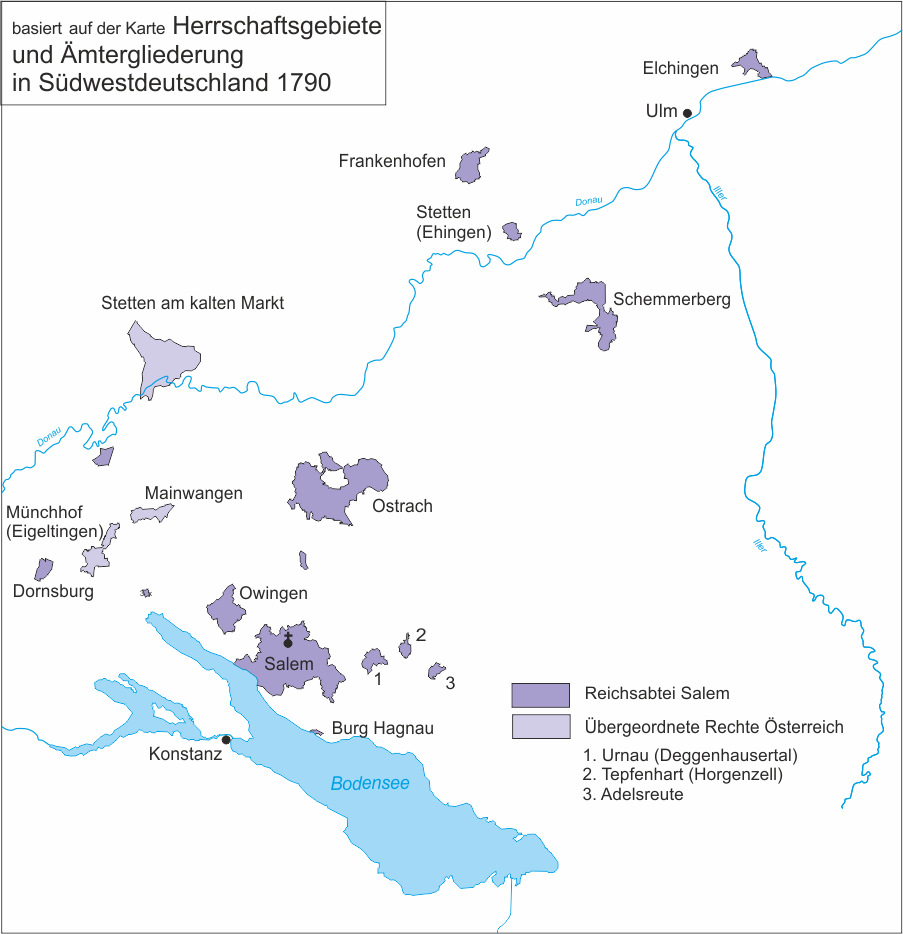
de gebieden van de abdij Salem

## Bezit
- de hoofdambten Salem, Elchingen, Ostrach en Schemmerberg
- de hoofdvoogdijambten Münchhof en Stetten am kalten Markt
- het pleegambt Ehingen
- de plegen Frauenberg, Konstanz, Meßkirch, Pfullendorf en Überlingen
- proosdij Birnau